# 스가노촌 (효고현 시소군)
스가노촌(菅野村)은 효고현 중서부, 시소군에 존재했던 촌이다. 
1954년에 야마사키정에 편입해, 자치지방자체로서 소멸하였다.